# Glenn Close

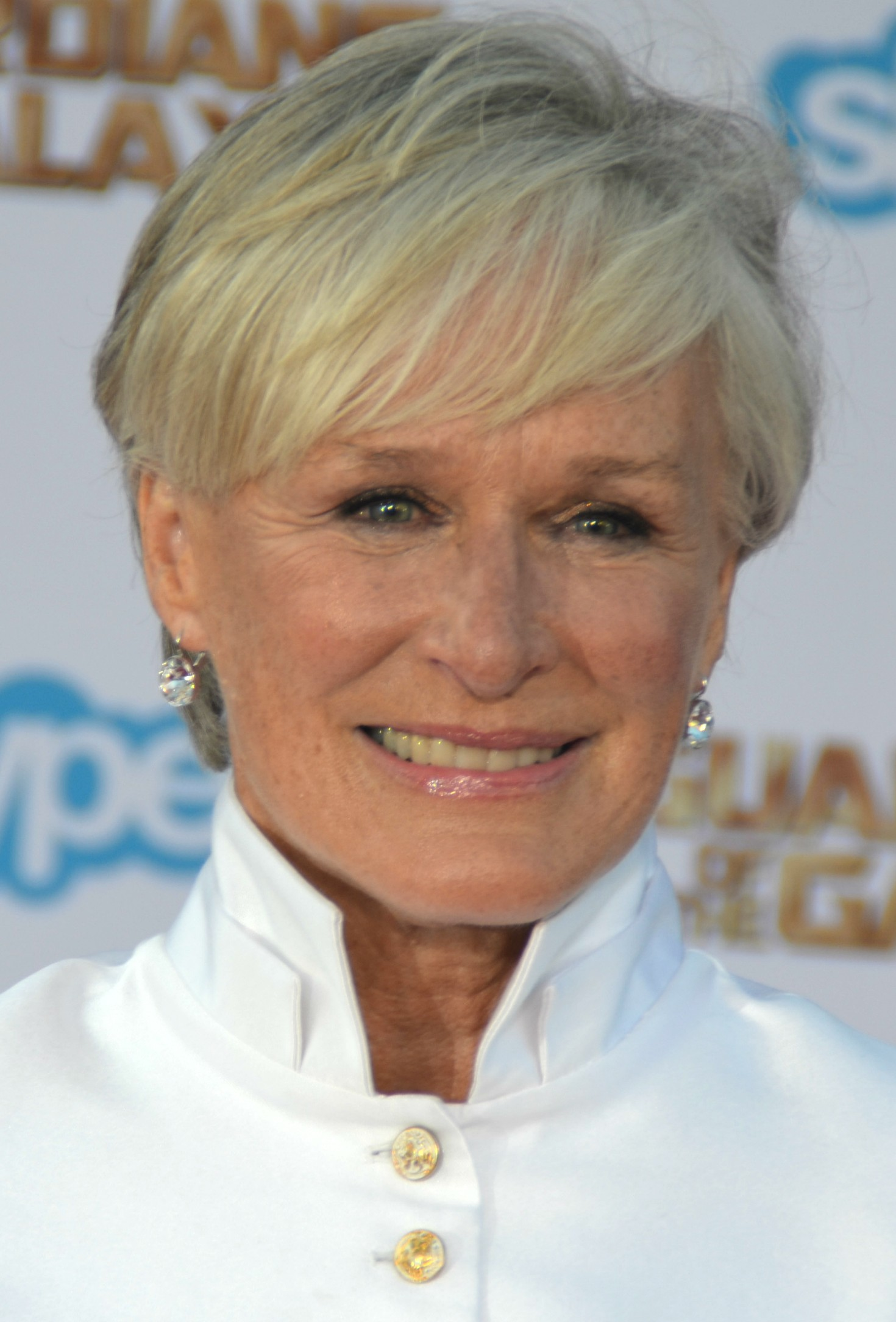
Glenn Close, 2014

Glenda Veronica Close (* 19. März 1947 in Greenwich, Connecticut) ist eine US-amerikanische Schauspielerin. Sie ist seit den 1970er-Jahren im amerikanischen Film, Fernsehen und Theater erfolgreich. Close ist jeweils dreimalige Golden-Globe-, Emmy- und Tony-Award-Preisträgerin und war jeweils viermal für Oscars in den Kategorien Beste Hauptdarstellerin und Beste Nebendarstellerin nominiert, der Preis wurde ihr aber bislang nie zuerkannt.

## Leben

### Herkunft und Ausbildung
Glenn Closes Vater William Taliaferro Close, ein Arzt und Autor, übernahm im Jahr 1960 die Leitung eines Krankenhauses in der Demokratischen Republik Kongo. Ihre Jugend verbrachte sie abwechselnd in dem zentralafrikanischen Land und in Internaten wie der Rosemary Hall in Greenwich (Connecticut) in Neuengland. Sie besuchte das College of William & Mary in Virginia, an dem sie ihren Abschluss in Schauspiel und Anthropologie machte.

### Theater und Film
Glenn Close begann ihre Schauspielkarriere im letzten Jahr ihrer College-Ausbildung am Broadway-Theater. Im Jahr 1980 wurde sie erstmals für den Tony Award nominiert, 1982 erhielt sie die erste von insgesamt drei Auszeichnungen. Im selben Jahr wurde sie für ihre erste Kinorolle in Garp und wie er die Welt sah für den Oscar als Beste Nebendarstellerin nominiert. In den folgenden sechs Jahren folgten vier weitere Nominierungen, darunter als Beste Hauptdarstellerin in Eine verhängnisvolle Affäre und Gefährliche Liebschaften – gewinnen konnte sie die Auszeichnung jedoch bislang nicht. Weitere Oscar-Nominierungen folgte 2012 und 2019 für die Titelrollen in den Dramen Albert Nobbs (2011) und Die Frau des Nobelpreisträgers (2018).
Seit den 1990ern nahm sie zunehmend auch Fernsehrollen an. Auf der Kinoleinwand hatte sie 1991 einen Cameo-Auftritt in Hook von Steven Spielberg, wo sie einen männlichen Piraten, der in eine Kiste gesperrt wird, darstellte. Mehrere Nominierungen brachten ihr ihre Rolle der exzentrischen Arbeitgeberin Cruella De Vil in Stephen Hereks Filmkomödie 101 Dalmatiner (1996) ein. In der Filmfortsetzung 102 Dalmatiner übernahm sie die Rolle erneut.
Close betätigt sich neben ihren Arbeiten auf der Bühne und bei Film und Fernsehen auch als Synchronsprecherin. In der US-amerikanischen Zeichentrickserie Die Simpsons sprach sie in mehreren Folgen Mona J. Simpson.

### Auszeichnungen
Für die Hauptrolle in Der Löwe im Winter erhielt Glenn Close 2005 eine Emmy-Nominierung und gewann den Golden Globe Award. 2008 wurde sie erneut für die Fernsehserie Damages – Im Netz der Macht mit einem Golden Globe ausgezeichnet. Für die Rolle der Star-Anwältin Patty Hewes erhielt sie außerdem 2008 und 2009 den Emmy als Beste Hauptdarstellerin in einer Drama-Serie.
Close wurde am 13. Zurich Film Festival (vom Sonntag, 1. Oktober 2017) in Zürich mit dem „Golden Icon Award“ für ihr Lebenswerk geehrt. Sie erschien zusammen mit ihrer Tochter Annie Starke und nahm die Auszeichnung persönlich entgegen. Im Rahmen der Golden Globe Awards 2019 wurde sie für ihre Rolle der Joan Castleman im Film Die Frau des Nobelpreisträgers mit dem Golden Globe als beste Hauptdarstellerin in einem Drama ausgezeichnet.
2022 wurde Close in die American Academy of Arts and Sciences gewählt. Im selben Jahr wurde sie als Jurypräsidentin des Filmfestivals von San Sebastián ausgewählt.
2023 erhielt sie in den USA eine Goldene Schallplatte für die Single You’ll Be in My Heart mit Phil Collins aus dem Film Tarzan.

### Privates

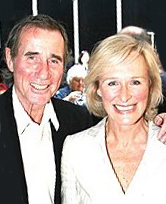
Glenn Close und Jim Dale, 2006

Glenn Close war in erster Ehe mit dem Produzenten John Starke verheiratet. Aus dieser Ehe stammt die gemeinsame Tochter Annie Starke (* 1988), mit der sie 2017 zusammen den Film Die Frau des Nobelpreisträgers drehte. Close spielt die weibliche Hauptrolle der Joan Castleman, und in den Rückblenden wird die junge Castleman von Annie Starke dargestellt. Seit Februar 2006 ist Close zum dritten Mal verheiratet.
Sie lebt überwiegend in New York. Close ist eine Hundeliebhaberin und führt ihren eigenen Blog, in dem sie andere Prominente über die Beziehung zu ihren Hunden interviewt.

## Rezeption
„Glenn Close war die obsessive unerbittliche Grenzgängerin, die moderne Femme fatale des Kinos. Mit harten Augen und viel Körpereinsatz spielte sie die unnachgiebige Stalkerin in Eine verhängnisvolle Affäre, die intrigante Verführerin im Geschlechterkampf der Gefährlichen Liebschaften und am Broadway die machtbewusste Prinzenmutter im Mittelalter-Drama Der Löwe im Winter“, umreißt die Filmkritikerin Claudia Lenssens Closes Leinwandimage anlässlich einer Rezension von Die Frau des Nobelpreisträgers: „Schon die Filmtitel verrieten, dass Frauenfiguren à la Glenn Close von heftigen Affekten umgetrieben wurden. Glenn Close schaffte es dennoch, hinter monströsen Leidenschaften und Rachsucht die Kränkung und Zurücksetzung sichtbar zu machen, die ihre ‚bösen Frauen‘ schwach und stark zugleich erscheinen ließen.“

## Deutsche Synchronstimmen
In den Filmen und Serien wird Glenn Close für die deutschsprachigen Fassungen von verschiedenen deutschen Sprecherinnen synchronisiert. Allerdings sind Kerstin Sanders-Dornseif und Hallgerd Bruckhaus seit Beginn immer wieder zu hören. Auch Uta Hallant sowie weitere sieben Sprecherinnen leihen der Schauspielerin ihre Stimme.
In zwei Fällen, Glenn Close synchronisierte jeweils die Großmutter in den Animationsfilmen Die Rotkäppchen-Verschwörung und Das Rotkäppchen-Ultimatum, wurde ihre Rolle von Hans Werner Olm und Michael Pan übernommen.

## Auftritte am Broadway

### Musicals
- 1976: Rex – Richard Rodgers Musical über Heinrich VIII.
- 1980: Barnum – ein Musical über P. T. Barnum
- 1994: Sunset Boulevard – Andrew Lloyd Webbers Musical basierend auf dem gleichnamigen Film.
- 2012: Into the Woods – Musical von Stephen Sondheim, New York Delacorte Theater
- 2017: Sunset Boulevard – Andrew Lloyd Webbers Musical basierend auf dem gleichnamigen Film.

### Theaterstücke
- 1978: The Crucifer of Blood
- 1983: The Real Thing von Tom Stoppard
- 1985: Benefactors
- 1992: Death and the Maiden
- 2014: A Delicate Balance

## Filmografie (Auswahl)
- 1982: Garp und wie er die Welt sah (The World According to Garp)
- 1983: Der große Frust (The Big Chill)
- 1984: Greystoke – Die Legende von Tarzan, Herr der Affen (Greystoke: The Legend of Tarzan, Lord of the Apes, Stimme)
- 1984: Der Unbeugsame (The Natural)
- 1985: Maxie
- 1985: Das Messer (Jagged Edge)
- 1987: Eine verhängnisvolle Affäre (Fatal Attraction)
- 1988: Gefährliche Liebschaften (Dangerous Liaisons)
- 1989: Second Hand Familie (Immediate Family)
- 1990: Hamlet
- 1990: Die Affäre der Sunny von B. (Reversal of Fortune)
- 1991: Zauber der Venus (Meeting Venus)
- 1991: Hook
- 1993: Das Geisterhaus (The House of the Spirits)
- 1994: Schlagzeilen (The Paper)
- 1995: Serving in Silence: The Margarethe Cammermeyer Story (Fernsehfilm)
- 1995–2014: Die Simpsons (The Simpsons, Fernsehserie, Stimme, 5 Folgen)
- 1996: 101 Dalmatiner (101 Dalmatians)
- 1996: Mary Reilly
- 1996: Mars Attacks!
- 1997: In der Abenddämmerung (Fernsehfilm)
- 1997: Paradise Road
- 1997: Air Force One
- 1999: Cookie’s Fortune – Aufruhr in Holly Springs (Cookie’s Fortune)
- 1999: Tarzan (Stimme)
- 2000: Gefühle, die man sieht – Things You Can Tell (Things You Can Tell Just by Looking at Her)
- 2000: 102 Dalmatiner (102 Dalmatians)
- 2001: The Safety of Objects
- 2002: Will & Grace (Fernsehserie, Folge 4x23 Hokus Focus)
- 2003: Eine Affäre in Paris (Le Divorce)
- 2003: A Closer Walk (Dokumentarfilm, Stimme)
- 2003: Lion in Winter – Kampf um die Krone des Königs (The Lion in Winter, Fernsehfilm)
- 2004: The West Wing – Im Zentrum der Macht (The West Wing, Fernsehserie, Folge 5x17 The Supremes)
- 2004: Die Frauen von Stepford (The Stepford Wives)
- 2004: Das Verhör (Strip Search, Fernsehfilm)
- 2005: Nine Lives
- 2005: Glück in kleinen Dosen (The Chumscrubber)
- 2005: The Shield – Gesetz der Gewalt (The Shield, Fernsehserie, Folgen 4x01–4x13)
- 2005: Die Rotkäppchen-Verschwörung (Hoodwinked!, Stimme für Granny)
- 2005: Tarzan 2 (Tarzan II, Stimme)
- 2007: Spuren eines Lebens (Evening)
- 2007–2012: Damages – Im Netz der Macht (Damages, Fernsehserie)
- 2011: Das Rotkäppchen-Ultimatum (Hoodwinked Too! Hood vs. Evil, Stimme für Granny)
- 2011: Albert Nobbs
- 2014: Low Down
- 2014: Von 5 bis 7 – Eine etwas andere Liebesgeschichte (5 to 7)
- 2014: Guardians of the Galaxy
- 2015: Anesthesia
- 2015: Gilly Hopkins – Eine wie keine (The Great Gilly Hopkins)
- 2016: Warcraft: The Beginning (Warcraft)
- 2016: The Girl with All the Gifts
- 2017: What Happened to Monday?
- 2017: Die Frau des Nobelpreisträgers (The Wife)
- 2017: Das krumme Haus (Crooked House)
- 2017: Wer ist Daddy? (Father Figures)
- 2017: The Wilde Wedding
- 2020: Four Good Days
- 2020: Hillbilly-Elegie (Hillbilly Elegy)
- 2021: Schwanengesang (Swan Song)
- 2022: The Woman in the House Across the Street from the Girl in the Window (Fernsehserie, Folge 1x08)
- 2022: Teheran (טהרן, Fernsehserie, 8 Folgen)
- 2023: Heart of Stone
- 2024: The New Look (Fernsehserie)
- 2024: The Deliverance
- 2024: Brothers
- 2024: The Summer Book
- 2025: Back in Action
- 2025: Animal Farm (Stimme)

## Auszeichnungen und Nominierungen

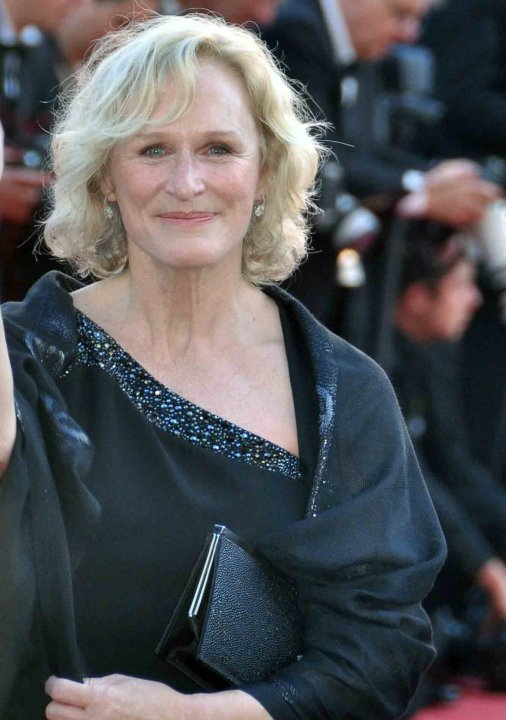
Glenn Close bei den Filmfestspielen von Cannes 2010

Golden Icon Award
- 2017: Geehrt für Ihr Lebenswerk[7]

Oscar
- Nominierungen

1983: Beste Nebendarstellerin (Garp und wie er die Welt sah)
1984: Beste Nebendarstellerin (Der große Frust)
1985: Beste Nebendarstellerin (Der Unbeugsame)
1988: Beste Hauptdarstellerin (Eine verhängnisvolle Affäre)
1989: Beste Hauptdarstellerin (Gefährliche Liebschaften)
2012: Beste Hauptdarstellerin (Albert Nobbs)
2019: Beste Hauptdarstellerin (Die Frau des Nobelpreisträgers)
2021: Beste Nebendarstellerin (Hillbilly-Elegie)
British Academy Film Award
- Nominierungen

1990: Beste Hauptdarstellerin (Gefährliche Liebschaften)
2019: Beste Hauptdarstellerin (Die Frau des Nobelpreisträgers)
Blockbuster Entertainment Award
1997: Beliebteste Schauspielerin – Familie (101 Dalmatiner)
1998: Beliebteste Nebendarstellerin – Action/Abenteuer (Air Force One)
CableACE Award
1997: Gastdarstellerin in einem dramatischen Special oder einer Serie (In the Gloaming)
Drama Desk Award
- Auszeichnung

1995: Herausragende Hauptdarstellerin in einem Musical (Sunset Boulevard)
- Nominierung

1992: Herausragende Hauptdarstellerin (Der Tod und das Mädchen)
Emmy
- Auszeichnungen

1995: Herausragende Hauptdarstellerin in einer Miniserie oder einem Special (Serving in Silence: The Margarethe Cammermeyer Story)
2008: Herausragende Hauptdarstellerin in einer Dramaserie (Damages – Im Netz der Macht)
2009: Herausragende Hauptdarstellerin in einer Dramaserie (Damages – Im Netz der Macht)
- Nominierungen

1984: Herausragende Hauptdarstellerin in einer limitierten Serie oder einem Special (Something About Amelia)
1991: Herausragende Miniserie (Sarah, Plain and Tall)
1991: Herausragende Hauptdarstellerin in einer Miniserie oder einem Special (Sarah, Plain and Tall)
1993: Herausragende Hauptdarstellerin in einer Miniserie oder einem Special (Skylark)
1995: Herausragender Fernsehfilm (Serving in Silence: The Margarethe Cammermeyer Story)
1997: Herausragende Hauptdarstellerin in einer Miniserie oder einem Special (In the Gloaming)
2002: Herausragende Gastdarstellerin in einer Comedyserie (Will & Grace)
2004: Herausragende Hauptdarstellerin in einer Miniserie oder einem Film (Der Löwe im Winter)
2005: Herausragende Hauptdarstellerin in einer Dramaserie (The Shield)
2010: Herausragende Hauptdarstellerin in einer Dramaserie (Damages – Im Netz der Macht)
GLAAD Media Award
2002: Excellence in Media Award
Golden Globe Award
- Auszeichnungen

2005: Beste Hauptdarstellerin – Mini-Serie oder TV-Film (Der Löwe im Winter)
2008: Beste Serien-Hauptdarstellerin – Drama (Damages – Im Netz der Macht)
2019: Golden Globe Award/Beste Hauptdarstellerin – Drama (Die Frau des Nobelpreisträgers)
- Nominierungen

1985: Beste Hauptdarstellerin – Mini-Serie oder TV-Film (Something About Amelia)
1986: Beste Hauptdarstellerin – Komödie oder Musical (Maxie)
1988: Beste Hauptdarstellerin – Drama (Eine verhängnisvolle Affäre)
1992: Beste Hauptdarstellerin – Mini-Serie oder TV-Film (Sarah, Plain and Tall)
1996: Beste Hauptdarstellerin – Mini-Serie oder TV-Film (Serving in Silence: The Margarethe Cammermeyer Story)
1997: Beste Hauptdarstellerin – Komödie oder Musical (101 Dalmatiner)
2006: Beste Serien-Hauptdarstellerin – Drama (The Shield – Gesetz der Gewalt)
2010: Beste Serien-Hauptdarstellerin – Drama (Damages – Im Netz der Macht)
2012: Beste Hauptdarstellerin – Drama (Albert Nobbs)
2021: Beste Nebendarstellerin (Hillbilly-Elegie)
Goldene Himbeere
- Nominierungen

2021: Schlechteste Nebendarstellerin (Hillbilly-Elegie)
Goldene Kamera
1992: Beste internationale Schauspielerin
Gotham Award
- Nominierung

2005: Bestes Ensemble (Nine Lives, zusammen mit den anderen Schauspielern)
Hasty Pudding
1990: Frau des Jahres
Hollywood Walk of Fame
2009: Stern in der Kategorie „Film“
Internationales Filmfestival von Locarno
2005: Bronzener Leopard als Beste Schauspielerin (Nine Lives)
Los Angeles Film Critics Association
1982: Beste Nebendarstellerin (Garp und wie er die Welt sah)
National Board of Review
1982: Beste Nebendarstellerin (Garp und wie er die Welt sah)
Obie Award
1982: Beste Hauptdarstellerin (The Singular Life of Albert Nobbs)
People’s Choice Award
1988: Beliebteste Filmschauspielerin
Festival Internacional de Cine de Donostia-San Sebastián
2011: Donostia Lifetime Achievement Award (Preis für das Lebenswerk)
Satellite Award
- Auszeichnung

2009: Beste Hauptdarstellerin in einer Serie – Drama (Damages – Im Netz der Macht)
- Nominierungen

1997: Beste Hauptdarstellerin in einem Film – Komödie oder Musical (101 Dalmatiner)
1998: Beste Hauptdarstellerin in einer Miniserie oder einem Fernsehfilm (In the Gloaming)
2001: Beste Hauptdarstellerin in einem Film – Komödie oder Musical (102 Dalmatiner)
2007: Beste Hauptdarstellerin in einer Serie – Drama (Damages – Im Netz der Macht)
2008: Beste Hauptdarstellerin in einer Serie – Drama (Damages – Im Netz der Macht)
Saturn Award
- Nominierungen

1986: Beste Hauptdarstellerin (Maxie)
1997: Beste Hauptdarstellerin (101 Dalmatiner)
Screen Actors Guild Award
- Auszeichnung

2005: Herausragende Hauptdarstellerin in einem Fernsehfilm oder einer Miniserie (Der Löwe im Winter)
- Nominierungen

1996: Herausragende Hauptdarstellerin in einem Fernsehfilm oder einer Miniserie (Serving in Silence: The Margarethe Cammermeyer Story)
1998: Herausragende Hauptdarstellerin in einem Fernsehfilm oder einer Miniserie (In the Gloaming)
2008: Herausragende Hauptdarstellerin in einer Dramaserie (Damages – Im Netz der Macht)
2010: Herausragende Hauptdarstellerin in einer Dramaserie (Damages – Im Netz der Macht)
ShoWest Convention
1989: Weiblicher Star des Jahres
Television Critics Association Award
- Nominierungen

2008: Individuelle Leistung im Drama (Damages – Im Netz der Macht)
2009: Individuelle Leistung im Drama (Damages – Im Netz der Macht)
Tony Award
- Auszeichnungen

1984: Beste Hauptdarstellerin (The Real Thing)
1992: Beste Hauptdarstellerin (Der Tod und das Mädchen)
1995: Beste Hauptdarstellerin in einem Musical (Sunset Boulevard)
- Nominierung

1980: Beste Nebendarstellerin in einem Musical (Barnum)
Women in Film Crystal Award
2001: Crystal Award